# کاهش (آشپزی)

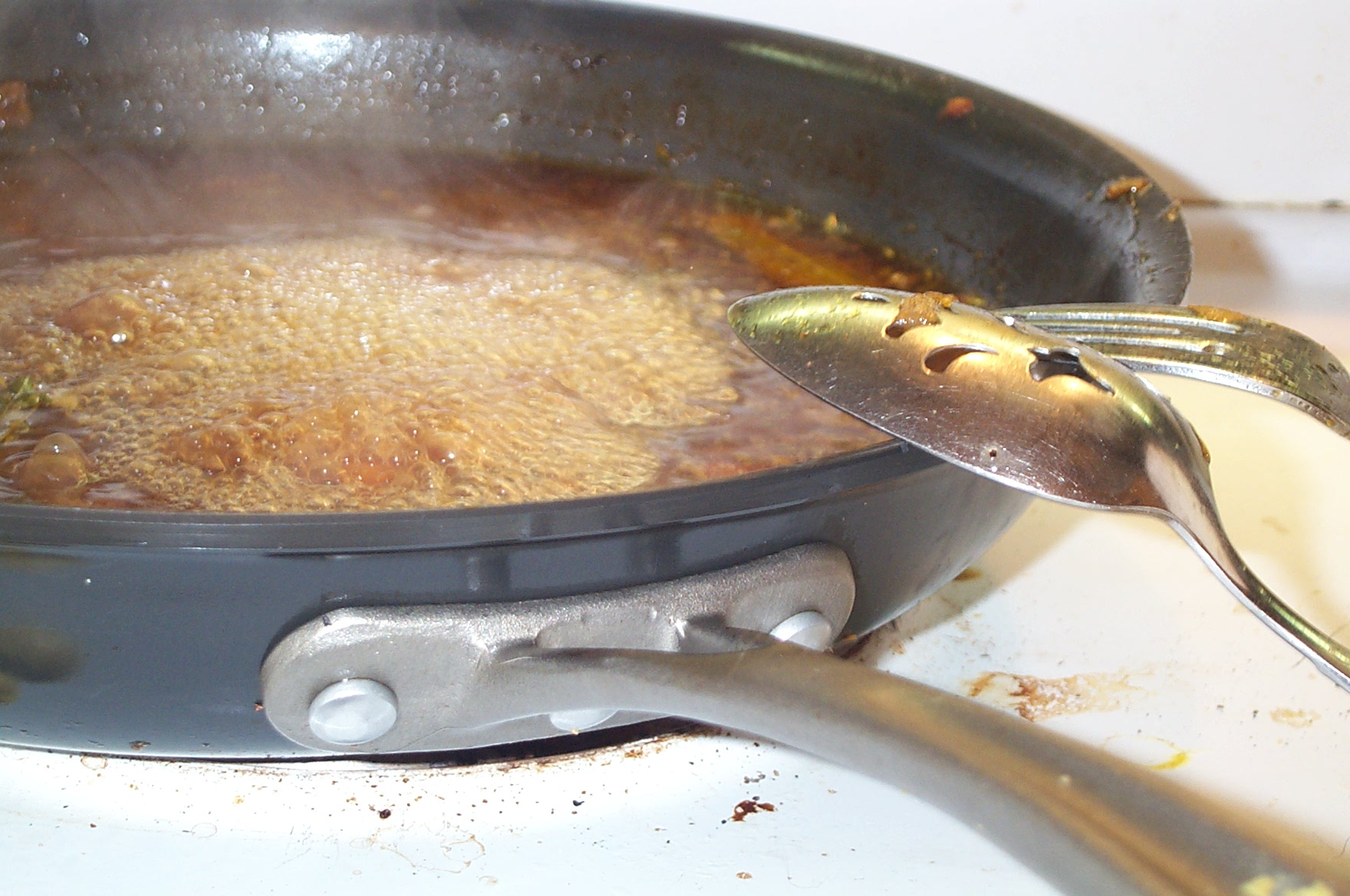
کاهش در تهیه سس

کاهش (انگلیسی: Reduction) در آشپزی به فرایند غلیظ شدن و تشدید طعم یک مخلوط مایع مانند سوپ، سس، شراب یا آبمیوه به روش‌های آرام‌پزی یا جوشاندن گفته می‌شود.